# Book of Shadows
Book of Shadows è il primo album in studio da solista del musicista heavy metal statunitense Zakk Wylde, pubblicato nel 1996.

## Il disco
Mostra un lato differente dello stile dell'artista rispetto a quello dei lavori con Ozzy Osbourne e i Black Label Society. Ma, riprende - in parte - quello della sua prima band: i Pride & Glory, ovvero un rock con fortissime influenze folk e southern rock. Dall'album furono estratti due singoli: Between Heaven and Hell e Way Beyond Empty; Throwin' It All Away fu scritta dopo la morte per overdose di cocaina di un caro amico di Zakk: Shannon Hoon, cantante dei Blind Melon.

## Tracce
Testi e musiche di Zakk Wylde.
1. Between Heaven and Hell – 3:23
2. Sold My Soul – 4:53
3. Road Back Home – 5:48
4. Way Beyond Empty – 5:25
5. Throwin' It All Away – 5:48
6. What You're Look'n For – 5:30
7. Dead As Yesterday – 2:51
8. Too Numb To Cry – 2:22
9. The Things You Do – 4:11
10. 1,000,000 Miles Away – 6:30
11. I Thank You Child – 4:41

### Bonus edizione giapponese
1. Evil Ways – 4:13

### Bonus CD ristampa 1999
1. Evil Ways – 4:13
2. The Color Green – 3:05
3. Peddlers Of Death – 5:51

## Formazione

### Gruppo
- Zakk Wylde – voce, cori, chitarra, basso (traccia 10), armonica, piano e tastiere
- James LoMenzo – basso
- Joe Vitale – batteria, tastiere, piano (traccia 11)

Altri musicisti
- John Sambataro – cori aggiuntivi (traccia 4)

### Produzione
- Howard Albert, Ron Albert - produzione, registrazione
- Eric Gobel, Frank Cesarano, Greg Goldman - ingegneria del suono
- Bob Clearmountain, Ryan Freeland - missaggio
- David J. Donnelly - mastering
- Mike Lewis - arrangiamento archi, direttore
- Gerry Tolman - management
- Eric Dinyer - copertina
- Katrina Dickson - foto